# Władysław Garbiński
Władysław Garbiński (ur. 27 kwietnia 1865, zm. 22 czerwca 1908 w Kielcach) – polski rotmistrz armii rosyjskiej, jeździec, prezydent Kielc w latach 1902–1908.

## Życiorys
Pochodził z rodziny szlacheckiej, był synem Andrzeja i wnukiem profesora Uniwersytetu Warszawskiego, Kajetana. Ukończył Kawaleryjską Szkołę Junkrów w Jelizawietgradzie. Służąc w latach 1885–1899 w armii Imperium Rosyjskiego awansował kolejno do stopnia rotmistrza. W trakcie służby wojskowej brał udział w zawodach jeździeckich, odnosząc w jednych z nich ciężką kontuzję. Po zwolnieniu z armii zamieszkał w Sulisławicach, prowadząc sad o powierzchni 35 morgów i szkółkę drzew. W 1902 roku, z pomocą Banku Włościańskiego, sprzedał folwark miejscowym chłopom. Członek korespondent Galicyjskiego Towarzystwa Gospodarskiego(1861-1873).
Od 10 października 1902 roku do śmierci w sześć lat później był prezydentem Kielc. Po objęciu stanowiska zorganizował sprzedaż taniego opału dla ludności pozostającej w trudnej sytuacji materialnej. Zaangażował się również w uporządkowanie i poprawienie wyglądu miasta, w szczególności parku miejskiego, w którym z jego inicjatywy posadzono szlachetne odmiany drzew i odsłonięto pomnik Stanisława Staszica. W Kielcach współpracował m.in. z Józefem Duninem, Wiktorem Jarońskim i Bolesławem Markowskim. Był zwolennikiem przywrócenia w magistracie języka polskiego. Kierowana przez niego Rada Miejska podjęła w listopadzie 1905 roku uchwałę w tej sprawie. Garbiński otrzymał za nią naganę (z groźbą usunięcia ze stanowiska) od generał-gubernatora warszawskiego Gieorgija Skałona.
Był żonaty, miał dwoje dzieci. Został pochowany na cmentarzu Starym w Kielcach.